# Sobrarbské království
Sobrarbské království (španělsky Reino de Sobrarbe) je název legendárního království, které mělo existovat na Pyrenejském poloostrově a být údajně předchůdcem Aragonského království. Mělo existovat někdy v 8. až 9. století. Legenda vznikla zkomolením dějin skutečného Pamplonského království (i včetně jeho panovníků), kterého bylo Aragonské hrabství původně součástí. Legendární království se mělo nacházet v regionu Sobrarbe. Smyšlené dějiny přiřkly neexistujícímu království i vlastní heraldický znak, který se později stal součástí aragonského znaku a používal se až do současnosti, dnes je znakem regionu Sobrarbe.

## Seznam legendárních králů
- García Ximéniz (724–758)
- García Ennéguiz I. (758–802)
- Fortún Garcés I. (802–815)
- Sancho Garcés (815–832)

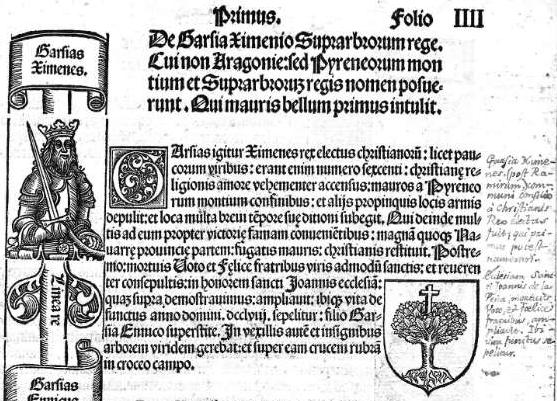
První strana dějin Sobrarby, De Aragoniae Regibus

- Enneco Ariesta (868–870) – Íñigo Arista
- García Ennéguiz II. (870–885) – García Íñiguez
- Fortún Garcés II. (885–901) – Fortún Garcés

## Galerie

portréty legendárních králů:
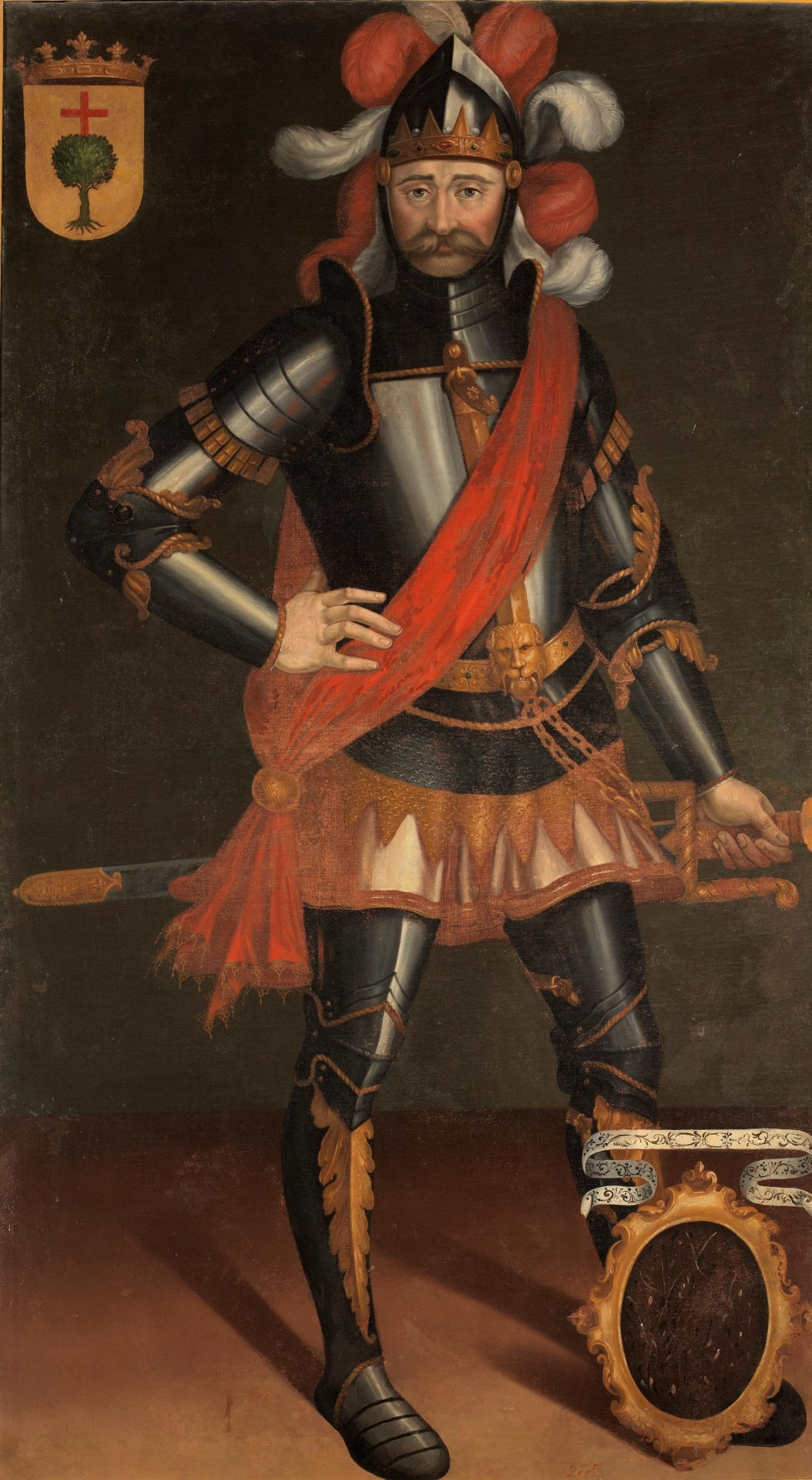
García Ximéniz, první král ze Sobrarbe
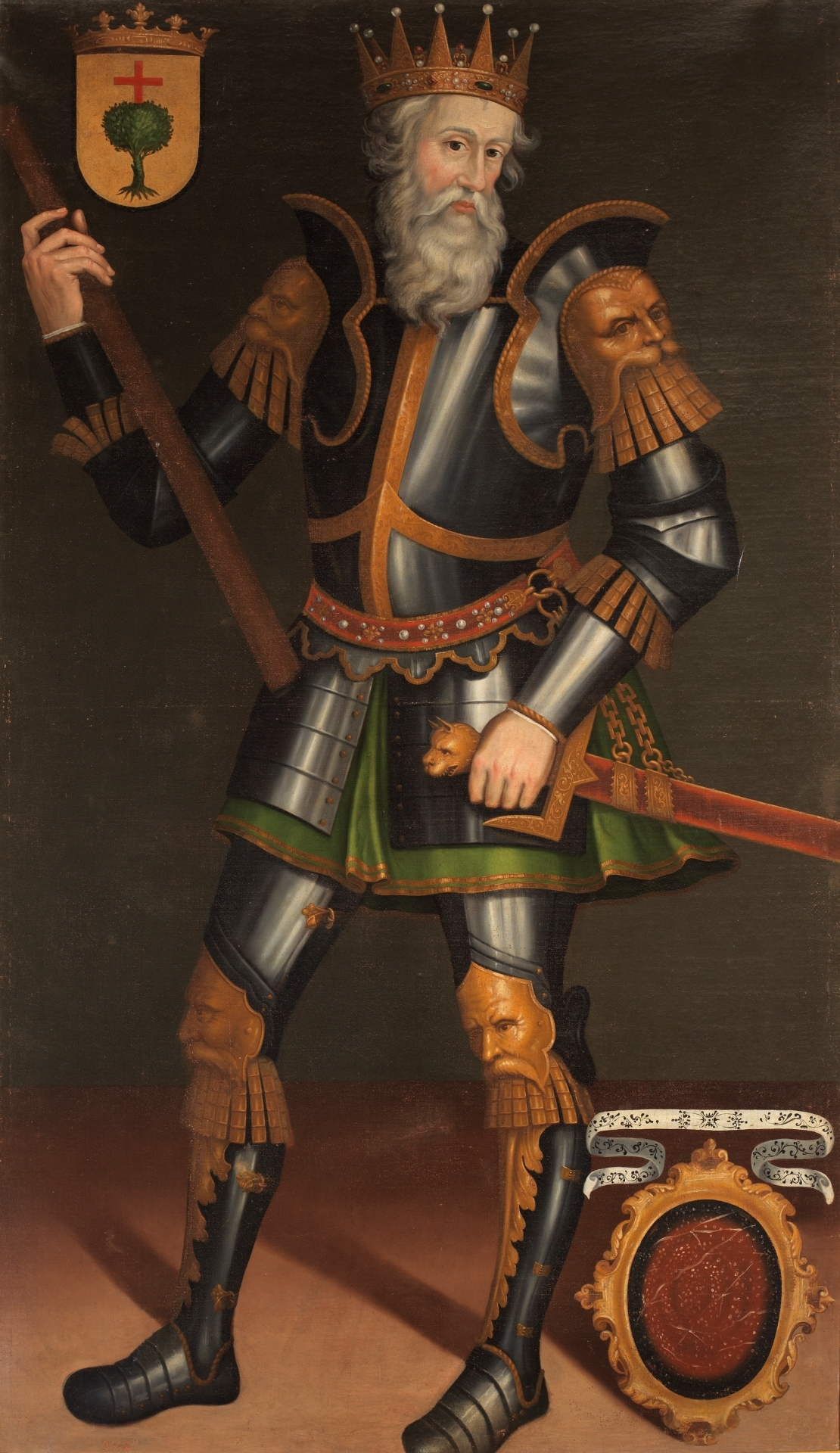
García Ennéguiz I., druhý král
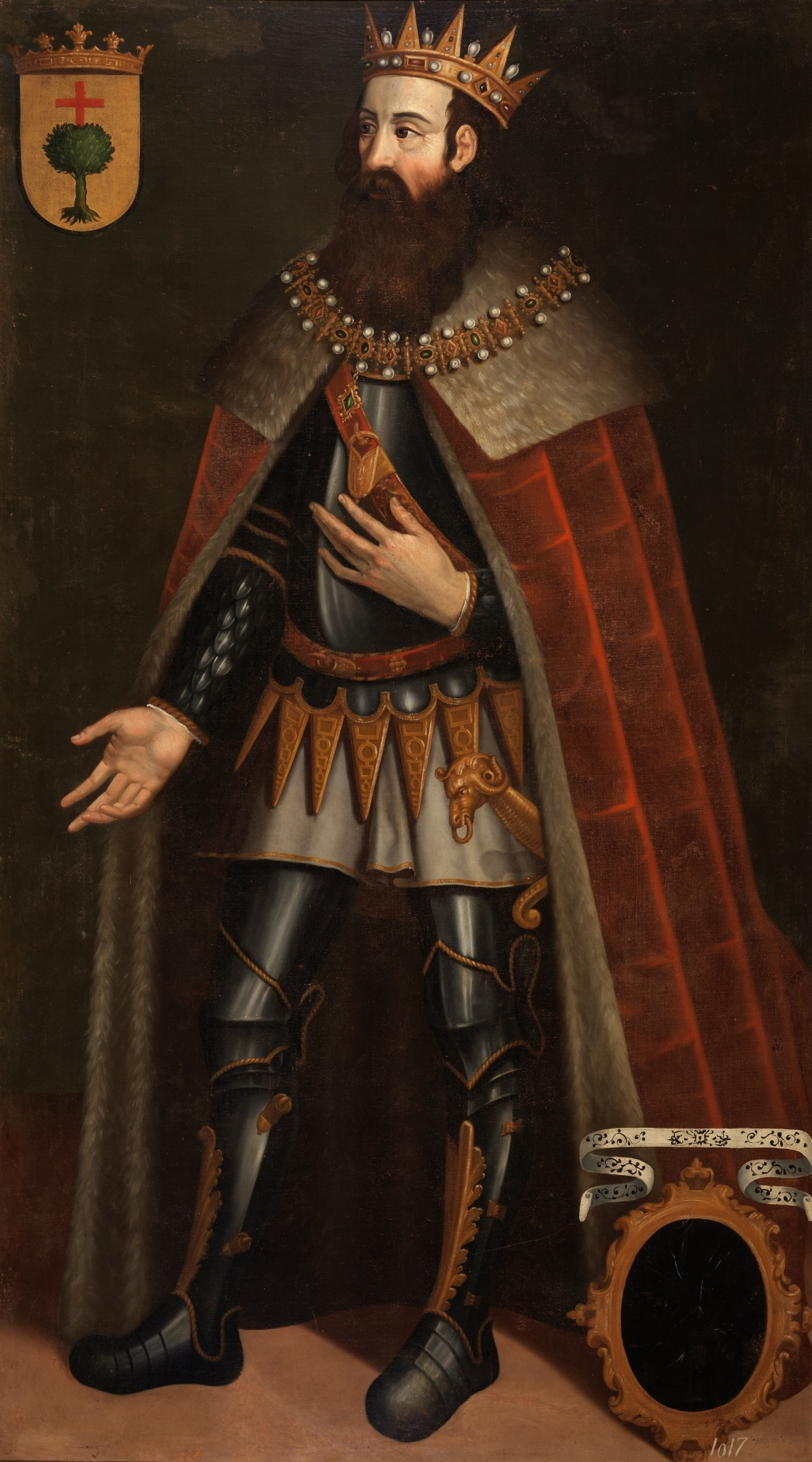
Fortún Garcés I., třetí král
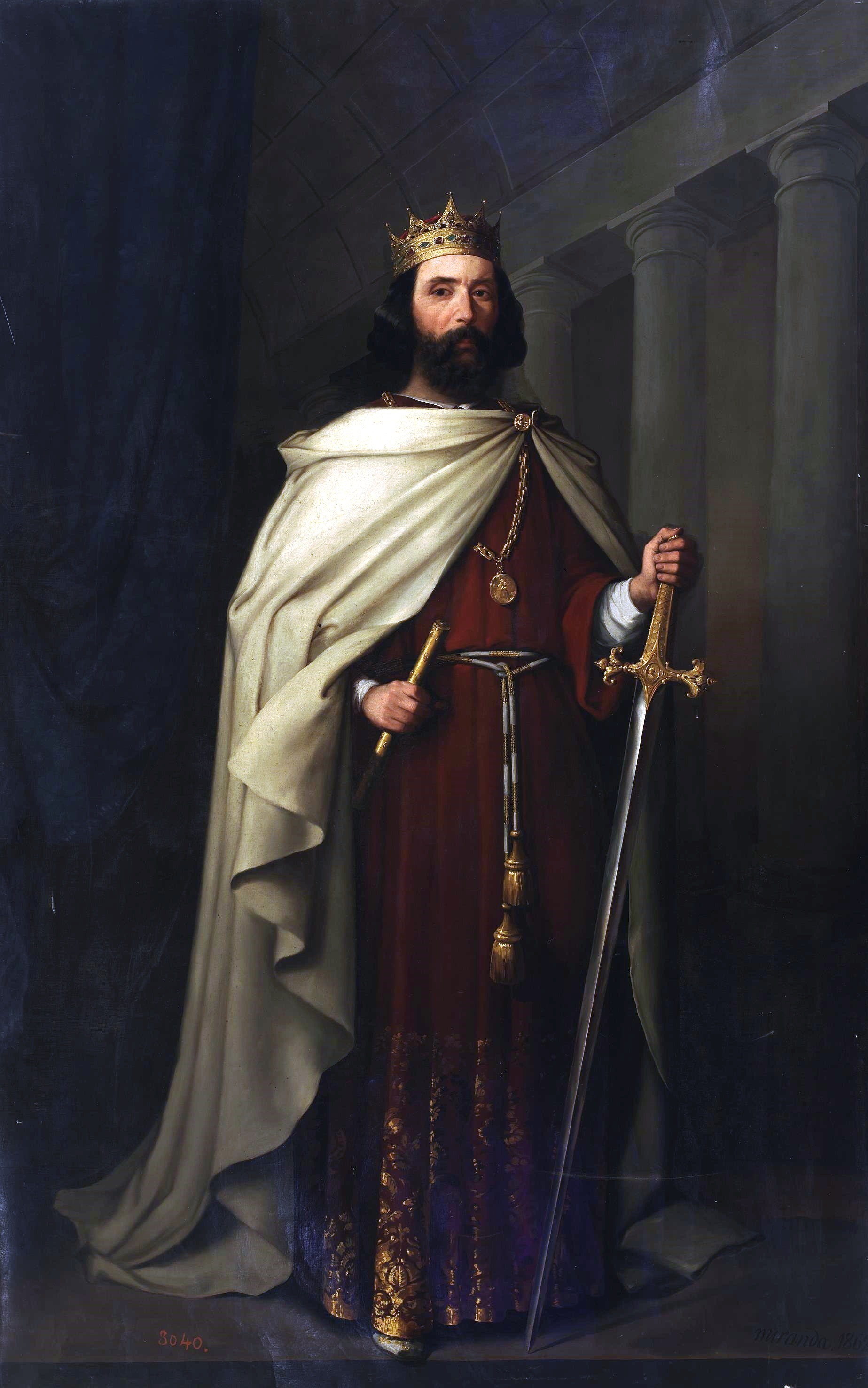
Sancho Garcés, čtvrtý král